# سد ماگوگا
سد ماگوگا (به لاتین: Maguga Dam) یک سد در اسواتینی است که در Hhohho, Eswatini واقع شده‌است.